# Pleurothyrium hexaglandulosum
Pleurothyrium hexaglandulosum là một loài thực vật thuộc họ Lauraceae. Loài này có ở Costa Rica và Panama.